# Asota wollastoni
Asota wollastoni là một loài bướm đêm trong họ Erebidae.